# Ibis bradavičnatý
Ibis bradavičnatý (Pseudibis papillosa) je velký pták z čeledi ibisovití, který obývá Indický subkontinent. Většina opeření je tmavě hnědá, nápadná je bílá skvrna na ramenech a červené bradavice na zadní části hlavy, které daly tomuto ibisovi jeho druhové jméno.

## Systematika
Ibise bradavičnatého formálně popsal v roce 1824 nizozemský přírodovědec Coenraad Jacob Temminck. Jedná se o monotypický taxon, tzn. nejsou rozeznávány žádné poddruhy. Řadí se do rodu Pseudibis. Druhové jméno papillosa pochází z latinského papilla, čili „bradavice“.

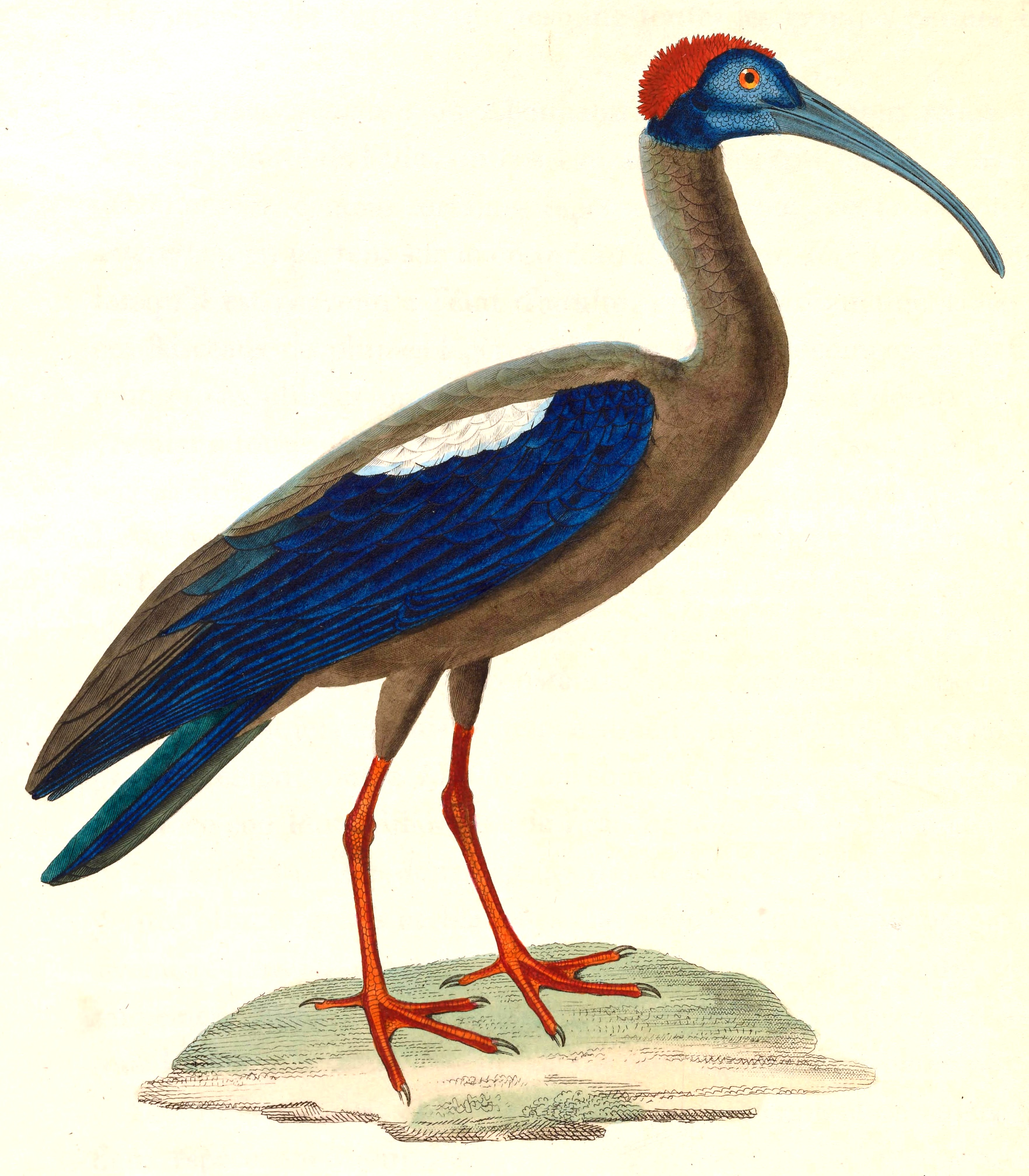
Ilustrace druhu z roku 1838

V minulosti taxon Pseudibis papillosa zahrnoval ještě poddruh Pseudibis papillosa davisoni, který je však od roku 1970 považován za samostatný druh Pseudibis davisoni neboli ibis běloramenný. Jeden z hlavních morfologických rozdílů mezi oběma druhy jsou právě červené bradavice na korunce a šíji, které jsou přítomné pouze u P. papillosa.

## Výskyt
Obývá Indii, Nepál a Pákistán, výjimečně i Bangladéš. Mimo hnízdí období se může zatoulat až do Číny. Stanoviště druhu utváří suché travnaté oblasti, opuštěná pole a okraje močálů a jezer.

## Popis

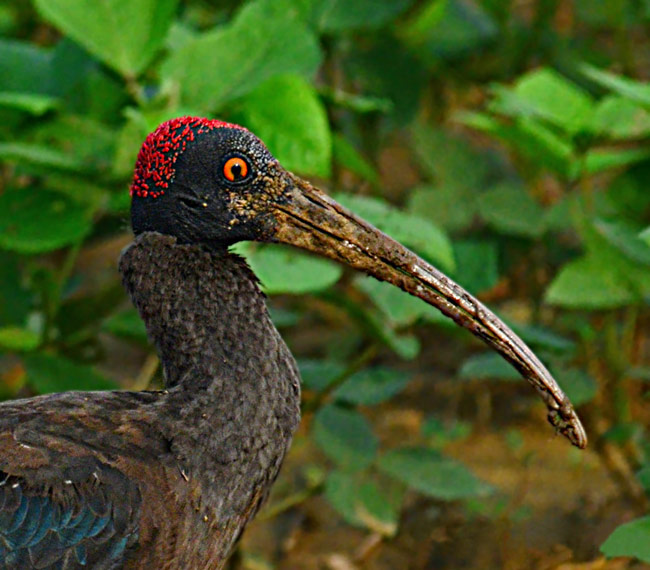
Detail hlavy s patrnými červenými bradavicemi na zadní části hlavy

Tento statný, až poněkud baculatý ibis dosahuje délky těla kolem 68 cm, přičemž samci jsou o něco větší než samice. Má tlustý dlouhý rohovinový zobák, který je mírně zahnutý dolů. Většina opeření je tmavě hnědá se zelenofialovým odleskem, avšak na ramenech je peří bílé. Záhlaví a šíje jsou posety červenými bradavicemi. V letu nohy zasahují až za ocas a jsou patrná široká křídla i nápadná bílá skvrna na náběžné hraně, která se při složení křídla projevuje jen jako bílá linka. Oči jsou červenooranžové až sytě červené. Nohy jsou rohovinové, avšak v době hnízdění se barví do červena.

## Biologie

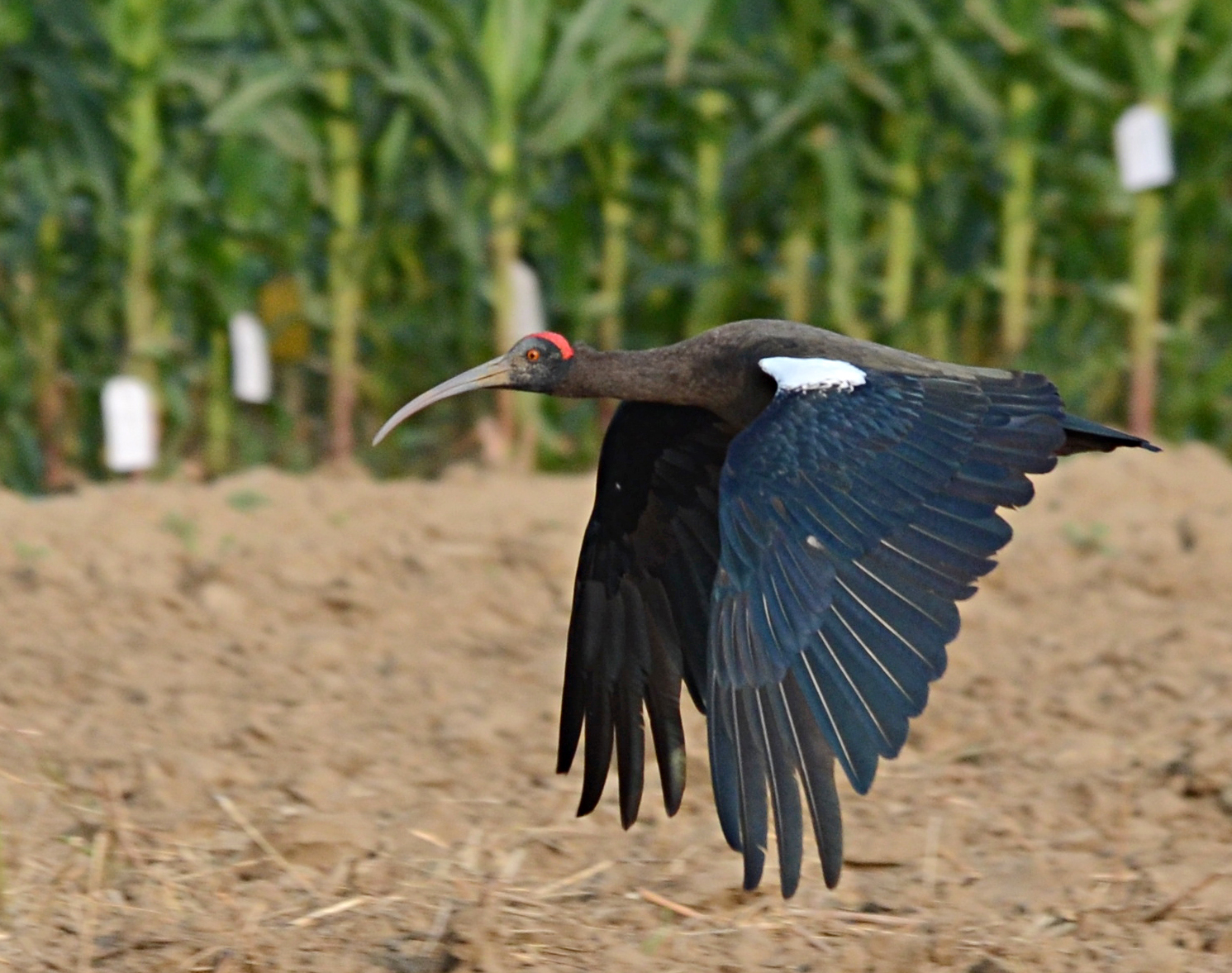
Ibis bradavičnatý v letu

Krmí se samostatně nebo v malých hejnech, v rámci kterých ve stejných rozestupech pomalu prochází poli a sbírají potravu. Složení jídelníčku se přitom proměňuje s potravní nabídkou a ibis bradavičnatý je v tomto směru vysoce adaptabilní. V Gudžarátu bylo pozorováno, jak se ibisi bradavičnatí ve velkém krmili na podzemnici olejné, avšak s příchodem sucha začali požírat mršiny dobytka, který uhynul, a larev hmyzu, který se na dobytčích mršinách brzy začal tvořit. Z dalšího pojídaného jídla lze zmínit žížaly, mnohonožky, stonožky, brouky, sarančata, chvostoskocy, pulce, plazy, menší korýše i pomalu se pohybující savce včetně jiných druhá ptáků. Stejně jako potrava, i způsob lovu je značně flexibilní. Může např. hledat potravu propichováním země za pomalé chůze, avšak dovede za kořistí i utíkat nebo chytat hmyz chňapáním zobákem za poklidného postávání. S jinými druhy ptáků přichází do styku pouze u mršin, kde se může sdružovat s volavkami rusohlavými (Bubulcus ibis), vránami domácími (Corvus splendens) nebo vránami hrubozobými (Corvus macrorhynchos).
Hnízdí samostatně vysoko v korunách stromů v hnízdech postavených dravými ptáky jako jsou supi nebo krkavcovitými. Hnízdo je nezřídka využíváno každoročně, a to i v případě selhání snůšky nebo i přes nálety původních majitelů hnízd. Samice snáší 2–4 bledě modrozelených vajec, která jsou občas červeně oskvrněna. Rozměr vejce bývá 63×44 mm. Inkubační doba se pohybuje kolem 33 dní. Novorozeňata jsou krmena na hnízdě pomocí regurgitace.

## Ohrožení
Mezinárodní svaz ochrany přírody (IUCN) považuje ibise bradavičnatého za málo dotčený druh. Populace nicméně vykazuje pomalý sestupný trend.